# Гуллеруд, Магнус
Магнус Гуллеруд (норв. Magnus Gullerud; род. 13 ноября 1991, Конгсвингер, Хедмарк) — норвежский гандболист, выступает за норвежский клуб «Кольстад» и сборную Норвегии.

## Карьера

### Клубная
Магнус Гуллеруд начинал профессиональную карьеру в норвежских клубах Скарнес и ГК Эльверум. Гуллеруд в составе ГК Эльверум выигрывал чемпионат Норвегии. В 2013 году Магнус Гуллеруд перешёл в «Сёндерьиске». В 2016 году Магнус Гуллеруд перешёл в немецкий клуб «Минден». В 2020—2022 годах он играл за «Магдебург». В 2022 году вернулся в Норвегию, подписав контракт с клубом «Кольстад».

### В сборной
Магнус Гуллеруд выступает за сборную Норвегии. Гуллеруд дебютировал в сборной Норвегии 7 декабря 2010 года. Магнус Гуллеруд провёл более 170 матчей и забросил более 250 мячей. Серебряный призёр чемпионатов мира 2017 и 2019 годов.

## Титулы
- Серебряный призёр чемпионата Мира: 2017

## Статистика
Статистика Йоакима Хиккеруда сезона 2019/20 указана на 26.1.2020
| Сезон   | Клуб   | Лига       | Матчи | Голы   | Голы   | Голы  |
| Сезон   | Клуб   | Лига       | Матчи | С игры | 7-метр | Всего |
| ------- | ------ | ---------- | ----- | ------ | ------ | ----- |
| 2016/17 | Минден | Бундеслига | 25    | 69     | 0      | 69    |
| 2017/18 | Минден | Бундеслига | 34    | 85     | 0      | 85    |
| 2018/19 | Минден | Бундеслига | 19    | 42     | 0      | 42    |
| 2019/20 | Минден | Бундеслига | 17    | 32     | 0      | 32    |